# 가나이촌 (야마가타현 미나미무라야마군)
가나이촌(金井村)은 일본 야마가타현 미나미무라야마군에 있던 촌이다.

## 역사
- 1889년 4월 1일 - 정촌제 시행에 의해 미나미무라야마군 가나이촌이 성립하였다.
- 1954년 11월 1일 - 야마가타시에 편입해, 동일 가나이촌은 폐지되었다.

## 교통

### 철도
- 일본국유철도
  - 오우본선

### 도로
현재는 구촌 지역에 도호쿠주오자동차도가 지나가고 있지만, 당시에는 미개통 상태였다. 

## 참고문헌
- 角川日本地名大辞典 6 山形県